# Fernando Murcia Legaz
Fernando Murcia Legaz (Rouen, Sena Marítim, França, 19 de setembre de 1917 - Barcelona, 14 d'abril de 2005) va ser un ciclista espanyol, que va córrer durant els primers anys de la dècada dels 40 del segle xx. En el seu palmarès destaquen dues victòries al Trofeu Masferrer i dues etapes a la Volta a Catalunya, una el 1942 i una el 1943.

## Palmarès
- 1941
  - 1r al Trofeu Masferrer
- 1942
  - 1r al Trofeu Masferrer
  - Vencedor d'una etapa de la Volta a Catalunya
  - 1r al Campionat de Barcelona
- 1943
  - Vencedor d'una etapa de la Volta a Catalunya
  - 1r al Campionat de Barcelona